# Площа Абая (Алмати)
Площа Абая (каз. Абай алаңы) — міська площа перед Палацом Республіки в місті Алмати, (Казахстан), названа на честь казахського поета і просвітителя Абая Кунанбаєва (1845—1904).

## Визначні місця
На площі є Палац Республіки, пам'ятник Абаю Кунанбаєву, громадський сад і кілька фонтанів, вкритих гранітом. Навколо площі побудовані готель «Казахстан», кінотеатр «Арман» та канатна дорога, що з'єднує площу з парком Кок-Тобе. Відомо, що площа Абая часто є місцем для публічних зборів, церемоній та концертів.

## Пам'ятник Абаю Кунанбаєву

Пам'ятник Абаю Кунанбаєву на площі в Алмати

У 1960 році до 115-річчя від дня народження Абая Кунанбаєва посередині площі був розміщений його пам'ятник роботи скульптора Хакимжана Науризбая. Пам'ятник має висоту тринадцять метрів.

Існує традиція біля пам'ятника читати вірші. Наприклад, у червні 2014 року в рамках Міжнародного літературного фестивалю зі своїми віршами виступали казахські, українські та російські поети.

## Палац Республіки

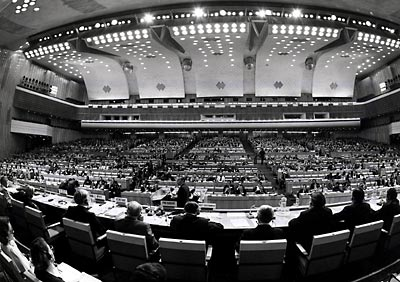
Міжнародна конференція з первинної медико-санітарної допомоги у палаці. 1978

Палац Республіки був побудований у 1970 році. Він є найбільшим залом у місті Алмати, і його часто використовують як простір для публічних зборів, церемоній, концертів тощо.

## Кінотеатр «Арман»
Кінотеатр «Арман» — цифровий кінотеатр, що був побудований у 1968 році. Кінотеатр має чотири зали, внутрішнє подвір'я, в ньому працює клуб.

## Канатна дорога
З площі Абая по канатній дорозі можна доїхати до парку на горі Ток-Тобе, який був відкритий у 2006 році. У вересні 2014 року гора була закрита для будівництва нової канатної дороги, а також реконструкції північної сторони гори та парку. У березні 2016 року будівництво канатної дороги та відновлення парку було завершене. У 2007 році був встановлений пам'ятник групи Бітлз.
По новій канатній дорозі курсують 17 кабінок, місткість кожної 8 осіб. Пропускна здатність 750 осіб за годину. Протяжність нової канатної дороги 1 620 метрів, перепади між станціями 250 метрів. Швидкість руху може регулюватися від 0,5 до 6 м/сек.
У парку також було побудовано нове колесо огляду.